# شوکران آبی
شوکران آبی (نام علمی: Cicuta) نام یک سرده از تیره چتریان است. گفته می‌شود که گیاه شوکران آبی سمی‌ترین گیاه در تمام آمریکای شمالی است. گل‌ها و ساقه‌های این گیاه سمی نیستند اما ریشه‌های این گیاه سرشار از مواد سمی است. سم این گیاه همان است که سقراط بزرگ را مجبور به نوشیدنش کردند.